# Copa del Món d'esquí alpí masculina
Campions de la Copa del Món d'esquí alpí maculins.

## Palmarès
- 1967 - Jean-Claude Killy
- 1968 - Jean-Claude Killy
- 1969 - Karl Schranz
- 1970 - Karl Schranz
- 1971 - Gustav Thöni
- 1972 - Gustav Thöni
- 1973 - Gustav Thöni
- 1974 - Piero Gros
- 1975 - Gustav Thöni
- 1976 - Ingemar Stenmark
- 1977 - Ingemar Stenmark
- 1978 - Ingemar Stenmark
- 1979 - Peter Lüscher
- 1980 - Andreas Wenzel
- 1981 - Phil Mahre
- 1982 - Phil Mahre
- 1983 - Phil Mahre
- 1984 - Pirmin Zurbriggen
- 1985 - Marc Girardelli
- 1986 - Marc Girardelli
- 1987 - Pirmin Zurbriggen
- 1988 - Pirmin Zurbriggen
- 1989 - Marc Girardelli
- 1990 - Pirmin Zurbriggen
- 1991 - Marc Girardelli
- 1992 - Paul Accola
- 1993 - Marc Girardelli
- 1994 - Kjetil André Aamodt
- 1995 - Alberto Tomba
- 1996 - Lasse Kjus
- 1997 - Luc Alphand
- 1998 - Hermann Maier
- 1999 - Lasse Kjus
- 2000 - Hermann Maier
- 2001 - Hermann Maier
- 2002 - Stephan Eberharter
- 2003 - Stephan Eberharter
- 2004 - Hermann Maier
- 2005 - Bode Miller
- 2006 - Benjamin Raich
- 2007 - Aksel Lund Svindal
- 2008 - Bode Miller
- 2009 - Aksel Lund Svindal
- 2010 - Carlo Janka
- 2011 - Ivica Kostelić
- 2012 - Marcel Hirscher
- 2013 - Marcel Hirscher
- 2014 - Marcel Hirscher
- 2015 - Marcel Hirscher
- 2016 - Marcel Hirscher [1]
- 2017 - Marcel Hirscher
- 2018 - Marcel Hirscher
- 2019 - Marcel Hirscher
- 2020 - Aleksander Aamodt Kilde
- 2021 - Alexis Pinturault
- 2022 - Marco Odermatt

## Esquiadors amb més victòries
- 86 victòries - Ingemar Stenmark
- 54 victòries - Hermann Maier
- 50 victòries - Alberto Tomba
- 44 victòries - Marcel Hirscher
- 43 victòries - Marc Girardelli
- 40 victòries - Pirmin Zurbriggen
- 36 victòries - Benjamin Raich
- 33 victòries - Bode Miller
- 29 victòries - Stephan Eberharter
- 27 victòries - Phil Mahre
- 26 victòries - Franz Klammer  / Ivica Kostelić
- 25 victòries - Aksel Lund Svindal
- 24 victòries - Ted Ligety  / Gustav Thöni  / Peter Mueller
- 23 victòries - Michael von Grünigen
- 21 victòries - Kjetil André Aamodt  / Didier Cuche
- 19 victòries - Michael Walchhofer
- 18 victòries - Lasse Kjus
- 17 victòries - Franz Heinzer
- 15 victòries - Mario Matt
- 14 victòries - Kalle Palander  / Guenther Mader  / Andreas Wenzel
- 13 victòries - Patrick Russel
- 12 victòries - Luc Alphand  / Piero Gros
- 11 victòries - Karl Schranz  / Hannes Reichelt  / Giorgio Rocca  / Felix Neureuther
- 10 victòries - Kjetil Jansrud  / Helmut Hoeflehner  / Thomas Stangassinger   / Carlo Janka
- 9 victòries - Jean-Baptiste Grange  / Reinfried Herbst  / Bernhard Russi  / Markus Wasmeier  / Alexis Pinturault